# Geelwangsijs
De geelwangsijs (Spinus yarrellii synoniem: Carduelis yarrellii) is een zangvogel uit de familie van vinkachtigen (Fringillidae).

## Verspreiding en leefgebied
Deze soort komt voor in Brazilië en Venezuela.